# Оленевий камінь

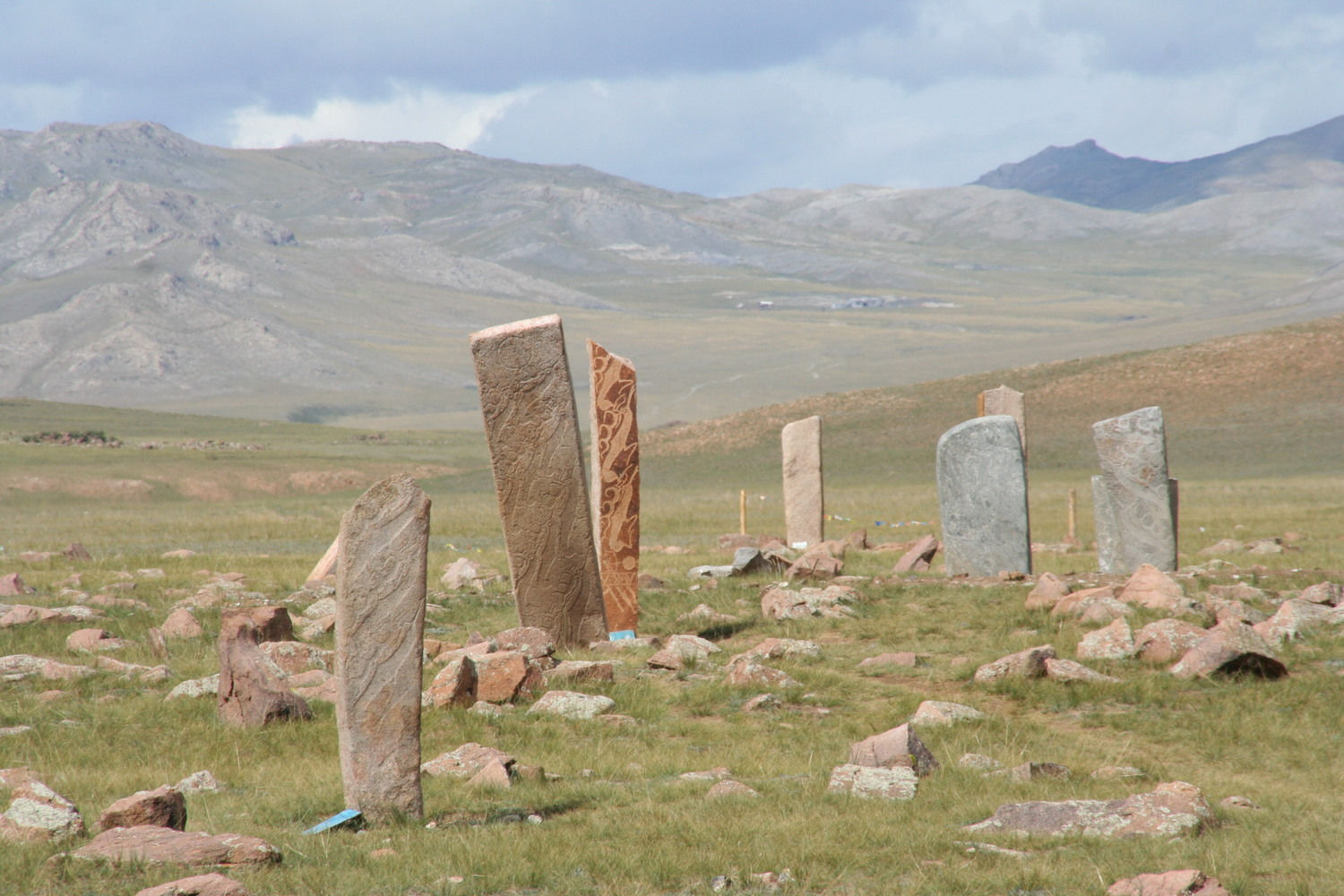
Оленеві камені в Монголії.

Оленеві камені — масивні обтесані кам'яні плити з малюнками. Найчастіше на плитах зображувався олень, звідки і походить назва. Малюнок вибитий на поверхні, або нанесений вохрою.
Датуються пізньою бронзовою та початком залізної доби. Зустрічаються на Алтаї, у Тиві, Забайкаллі, Монголії, Китаї та інших місцях. Олені камені в Забайкаллі найчастіше пов'язані з пам'ятниками культури плиткових могил. Камені встановлювалися в огорожі плиткових могил, а також на місцях культових урочистостей, жертвоприношень. Біля плиткових могил олені камені зазвичай орієнтовані лицьовою гранню на схід.
В середині 1980-х років археолог Юлій Худяков виявив сполученість оленевого каміння з керексурами на території Монголії та Забайкалля. На підставі цього він запропонував їх об'єднати в рамках однієї культури, назвавши її «культурою керексурів та оленяного каміння».
О. П. Окладніков виділяє три основні групи оленевих каменів: круглі (циліндричні), прямокутні та широкі плити, іноді з косорізаною вершиною. М. М. Диков за стилістичними особливостями зображень оленів виділяє два типи — стели з реалістичними зображеннями та з силуетними фігурами оленів із дзьобоподібними мордами.
Крім оленів на камінні зустрічаються зображення коней, солярних знаків, предметів озброєння, тамгоподібних знаків, пояси з орнаментами, різні геометричні фігури тощо. Олені зображуються у традиціях епохи ранньої залізної доби з гіллястими, великими, закинутими назад рогами.

## Відомі оленеві камені
- Чуйський оленевий камінь — частина алтайського святилища Адир-Кан, розташований на 728-му кілометрі Чуйського тракту.
- Алтан-Серге — «Золота конов'язь» в Гусиноозерському дацані;
- Іволгінський оленевий камінь — виявлений у середині XIX століття Д. П. Давидовим недалеко від Верхньоудинська на річці Іволга;
- Оленевий камінь із урочища Ушкійн-Увер у Монголії — унікальний камінь із зображенням людського обличчя.